# Pengzha
Pengzha (kinesiska: 捧鮓, 捧鮓镇) är en köping i Kina. Den ligger i provinsen Guizhou, i den sydvästra delen av landet, omkring 280 kilometer sydväst om provinshuvudstaden Guiyang.